# Kakukkfű
A kakukkfű (Thymus) az árvacsalánfélék családjába tartozó növénynemzetség. Körülbelül 350 különféle örökzöld, talajtakaró vagy boltozatos alakú cserje, félcserje, vagy fásodó tövű, fűszeres illatú évelő faj, hibrid faj összefoglaló neve. Európa, Ázsia és Észak-Afrika mérsékelt övi területein honosak. Népies nevei: balzsamfű, démutka, kakucskafű, kerti kakukkfű, mezei kakukkfű, timián, tömjénfű, töményfű vagy vadcsombor.
Már az egyiptomiak és a görögök is használták ezt a ma általánosan elterjedt fűszert. Különösen a franciák és bolgárok kedvelték.
A Thymus nemzetség különböző fajaiból nyerik a kakukkfűolajat, melynek többféle felhasználása ismert.

## Megjelenése
Szárazságtűrő és fényigényes növény. Egyes fajok 20–50 cm hosszúra növő hajtásai elfekvők, mások félgömb alakú bokrokká fejlődnek. A hajtások elágazók, a fekvő részeken legyökeresednek. Virágos hajtásain átellenesen helyezkednek el elliptikus levelei. Apró, ajakos, egyes fajokon lilás rózsaszínű, másokon rózsa-vörös virágai az ágak végén nyílnak és a magja nagyon apró.

## Fajai

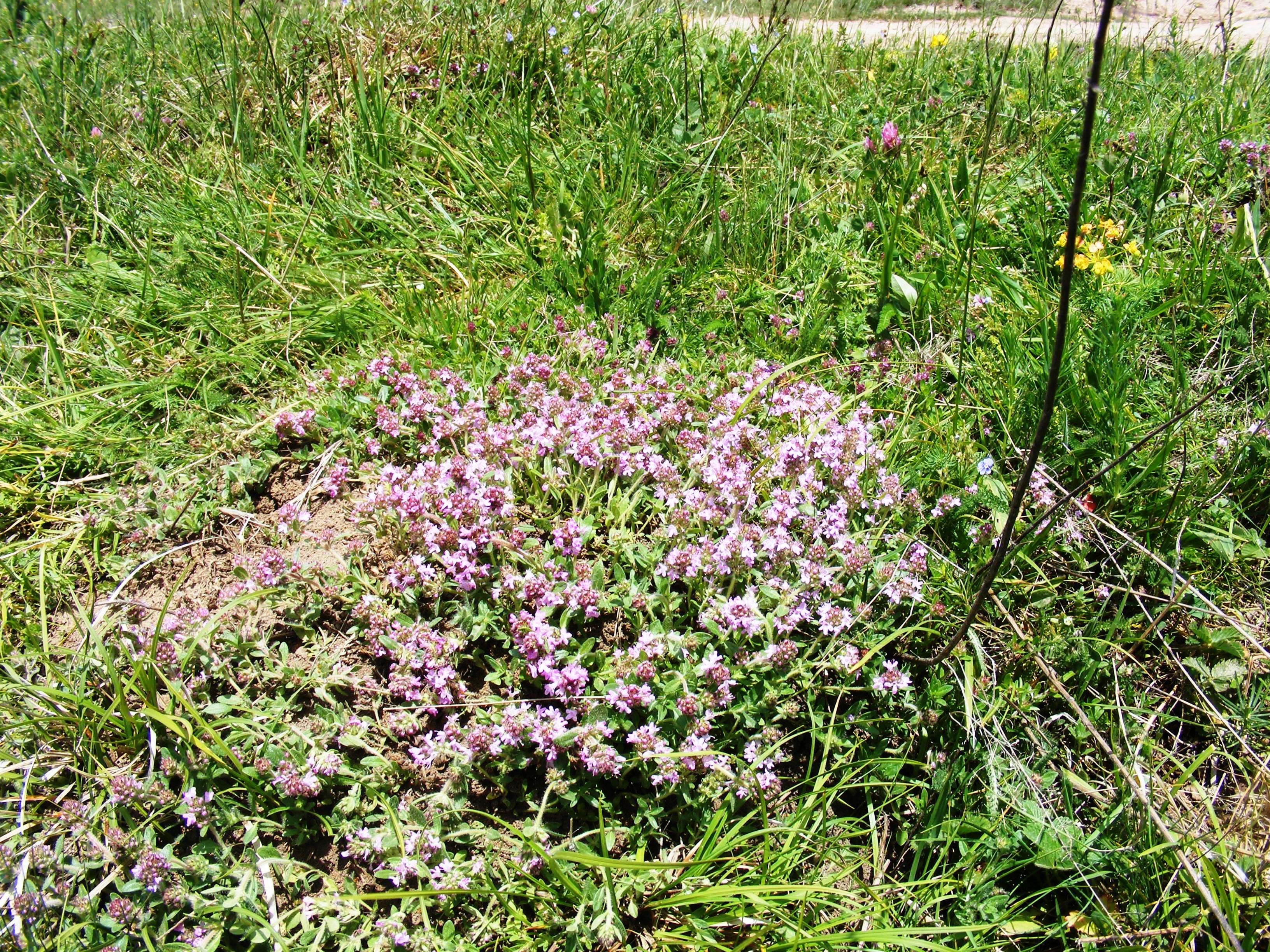
Párnás kakukkfű

Magyarországon főleg a mészkőhegységekben és a szárazabb, füves réteken nő, de a kertekben termesztett kerti kakukkfű (Thymus vulgaris) is könnyen elvadulhat. Jellegzetes illatát követve a réteken, erdők szélén is előfordul és könnyen megtalálhatók.
- A párnás kakukkfű (Thymus caespititius) lazán párnás félcserje, vékony, fás szárain apró, szőrös, középzöld levelekkel. Kicsiny, halvány lilásrózsaszín virágai nyáron nyílnak rövid fürtökben. Szőnyeget képező talajtakaró cserje, Portugáliában (Kontinentális és Azori-szigetek) és Spanyolország északnyugati részén honos.
- A fénylő kakukkfű (Thymus carnosus) védett elhelyezést kíván. Dél-Portugáliában és Spanyolországban honos.
- A citromillatú kakukkfű (Thymus citriodorus) mintegy 10 cm-esre növő, terjeszkedő törpecserje. Jól bírja a hideget, fagyot. Aranysárga levelei aprók, tojás vagy kerekdedek, összedörzsölve rendkívül illatosak.

Mezei kakukkfüvek:
- Keskenylevelű kakukkfű (Thymus serpyllum) – további nevei: mezei kakukkfű, északi kakukkfű, vadkakukkfű; mint gyűjtött gyógynövényt, Magyarországon ezen a néven foglalják össze az alábbi hazánkban honos kisfajokat:
- hegyi kakukkfű (Thymus pulegioides),
- korai kakukkfű (Thymus praecox),
- homoki kakukkfű (Thymus degenianus).[1]

## Termesztése
A legjobban a tápdús, közömbös kémhatású talajkeverékekben fejlődik. Sziklakertekben, rézsűkön, kővályúkban, tipegők közt és kőfalakon is nevelhető. Napfényes, nedves, de jó vízvezető talajt kíván ez a télálló növény. Magvetéssel, félfás dugványozással és tőosztással egyaránt szaporítható. Magját tavasztól nyár közepéig lehet vetni pohárba vagy más, kisebb edénybe, 0,3–0,5 cm mélyre. Egy gramm magból 400–500, 5–8 cm-es palántát nevelhetnek; ezek gyökereztetésére a május-júniusban szedett, 8–10 cm-es, alsó részükön fásodó hajtások a legalkalmasabbak. A palántákat 20 cm tőtávolságra célszerű ültetni.
Tőosztással a legjobban márciusban vagy szeptemberben szaporítható. A legjobb fűszert vagy gyógytea-alapanyagot (herbát) a virágzáskor szedett hajtásai adják. A felhasználásra elvágott hajtásait mindig a fás részek fölött metsszék le; itt vágás után újra hajt, így egy évben többször is ad hasznosítható részt. A virágos-leveles hajtásokat szárítani kell, majd utána morzsolható és a szárrészektől megtisztítva aromaőrző csomagolásban tárolható is.

## Felhasználása

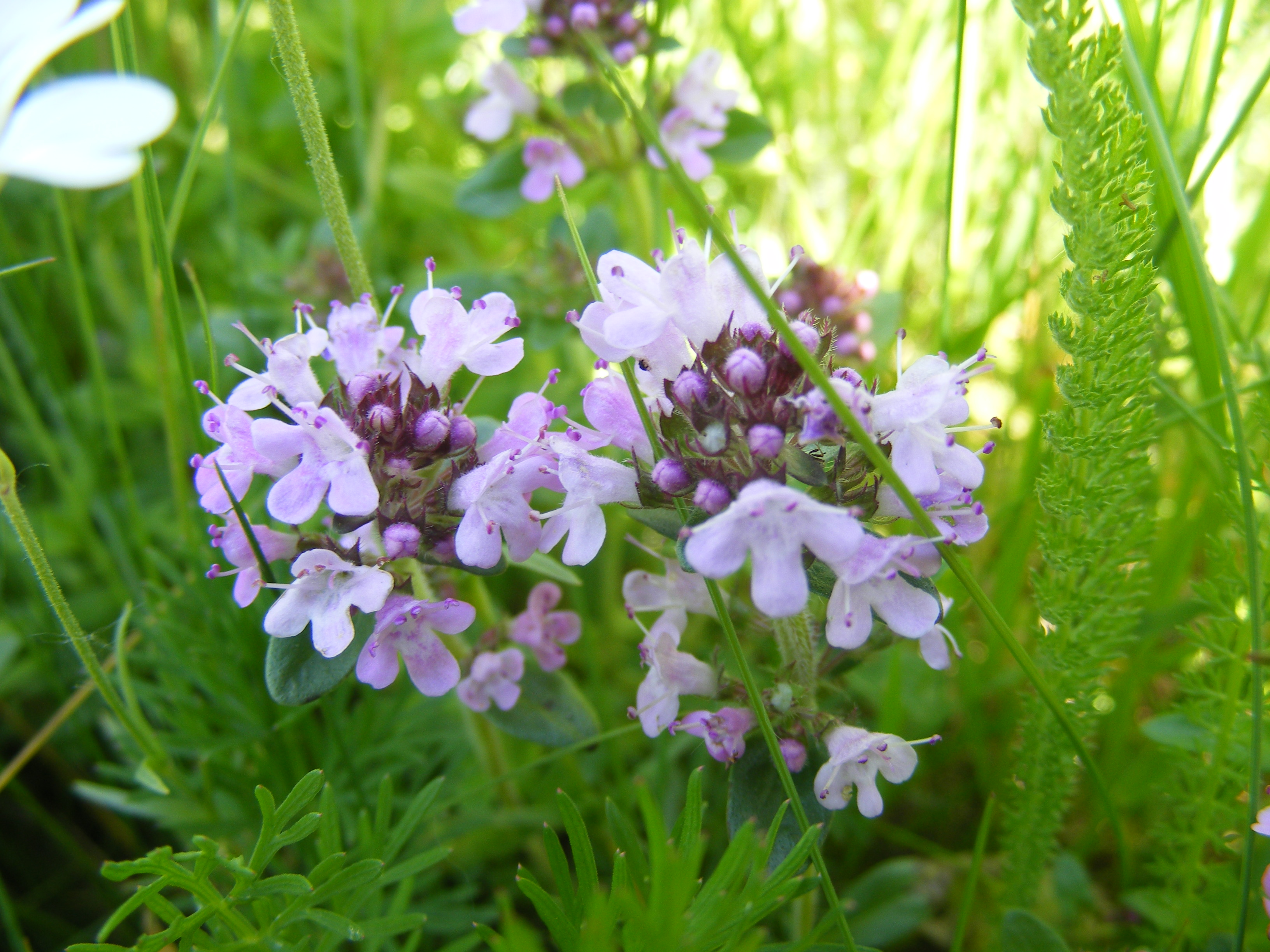
Kakukkfű virága

Vágva és morzsolva is forgalmazzák. Erős, kámforos aromája miatt óvatosan kell használni, mert túladagolva megváltoztatja az étel jellegét. Illóolajainak megőrzése érdekében jól zárható edényben kell tartani. Friss ágacskái néhány napig hűtőben is elállnak.

### Leggyakoribb alkalmazásai
- Nehezebben emészthető leveseknél: bab, borsó, burgonya, paradicsom, hal, káposzta, burgonyafőzelékben,
- salátáknál: burgonya, zeller, paradicsom, paprika,
- sültekhez: baromfi-, marha- stb.,
- vadas ételekhez,
- töltött káposzta,
- véres és májas hurka, kolbászok, májkeverékek,
- halételek,
- körözöttek,
- növényi ecetek és a vörösbormártás készítésénél.

Petrezselyemmel keverve kitűnő fűszeres vajat készíthetünk belőle. Használja a konzervipar is. A bouquet garni fűszerkeverék meghatározó alapanyaga. Különleges ínyencfalat a kakukkfüves nyúlpecsenye.

## Gyógyhatása
Kitűnő étvágygerjesztő, gyomorjavító, görcsoldó, köhögéscsillapító, széklethajtó is. Fürdővizekben illatos és frissítő hatású.
Nyákoldó és köptető hatása is van, de legfőbb értéke a timol (40%) és a karvakrol (15%), amelynek erős fertőtlenítő és antimikrobiális hatását köszönheti.